# La Gran Vía (1893-1895)
La Gran Vía fue una revista publicada en Madrid entre 1893 y 1895.

## Descripción

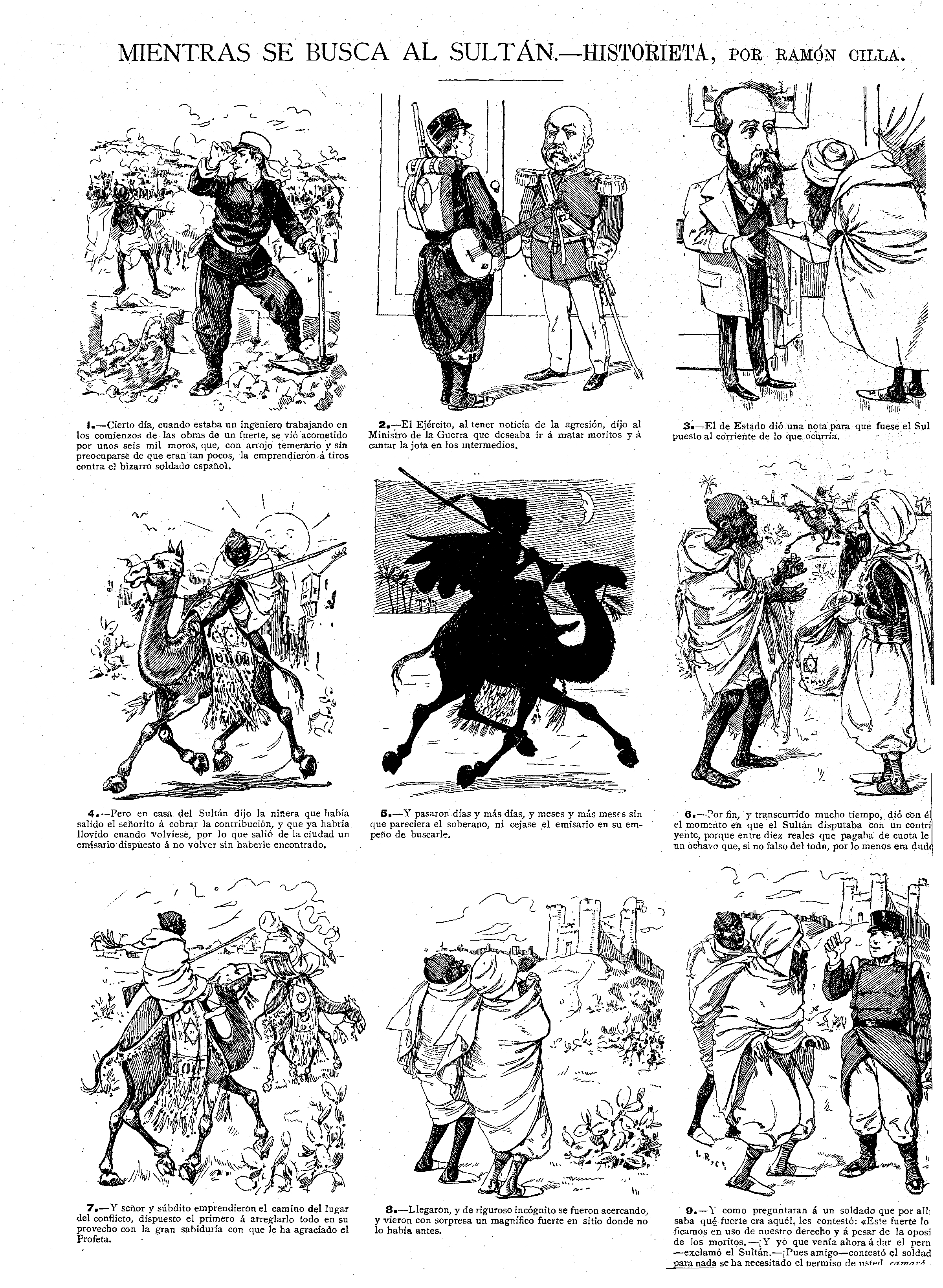
Historieta de Cilla

Editada en Madrid, su primer número vio la luz el 2 de julio de 1893. La revista, que ha sido comparada con la publicación contemporánea Blanco y Negro —que sin embargo tendría mayor recorrido editorial— cesó su publicación no alcanzados los dos años de su fundación, el 14 de diciembre de 1895. Contenía abundantes ilustraciones.
Al frente de la dirección figuraron nombres como los de Felipe Pérez y González, Carlos Frontaura y Salvador Rueda.
En el apartado gráfico, en el que participaron artistas como Julio Romero de Torres, José Arija, Alfredo Perea, Cecilio Pla y Ramón Cilla, se incluyeron reproducciones de obras de pintores del momento.